# فهرست فرودگاه‌ها بر پایه کد ایکائو: J
فهرست فرودگاه‌ها بر پایه کد فرودگاهی ایکائو: A - B - C - D - E - F - G - H - I - J - K - L - M - N - O - P - Q - R - S - T - U - V - W - X - Y - Z
ببینید: فهرست فرودگاه‌ها بر پایه کد یاتا
نحوه چینش اطلاعات:
- ایکائو: (یاتا) – نام فرودگاه: مکان فرودگاه

## J - سیاره بهرام

### JZ
- JZRO – بالگرد نبوغ-دهانه جیزرو ، چهارگوش سیرتیس، کره بهرام.[NB ۱][۱]